# Culex herrerai
Culex herrerai är en tvåvingeart som beskrevs av Sutil Oramas, Pulido Florenzano och Amarista Meneses 1987. Culex herrerai ingår i släktet Culex och familjen stickmyggor.
Artens utbredningsområde är Venezuela. Inga underarter finns listade i Catalogue of Life.